# Roule ma poule !
Pour les articles homonymes, voir Roule ma poule.
Roule ma poule ! est le trente-cinquième album de la bande-dessinée Boule et Bill, dessiné par Laurent Verron.

## Présentation de l'album
Une série de gags de Boule et Bill.

## Personnages principaux
- Boule, le jeune maître de Bill.
- Bill, le cocker roux susceptible et farceur.
- Caroline, la tortue romantique amoureuse de Bill.
- Pouf, le meilleur ami de Boule.
- Les parents de Boule.

### Articles externes
- « Boule et Bill -35- Roule ma poule ! », sur bedetheque.com.
- Boule et Bill - Tome 35 : Roule ma poule ! sur dargaud.com (consulté le 13 mars 2022).